# Staatsanwaltschaft Osnabrück

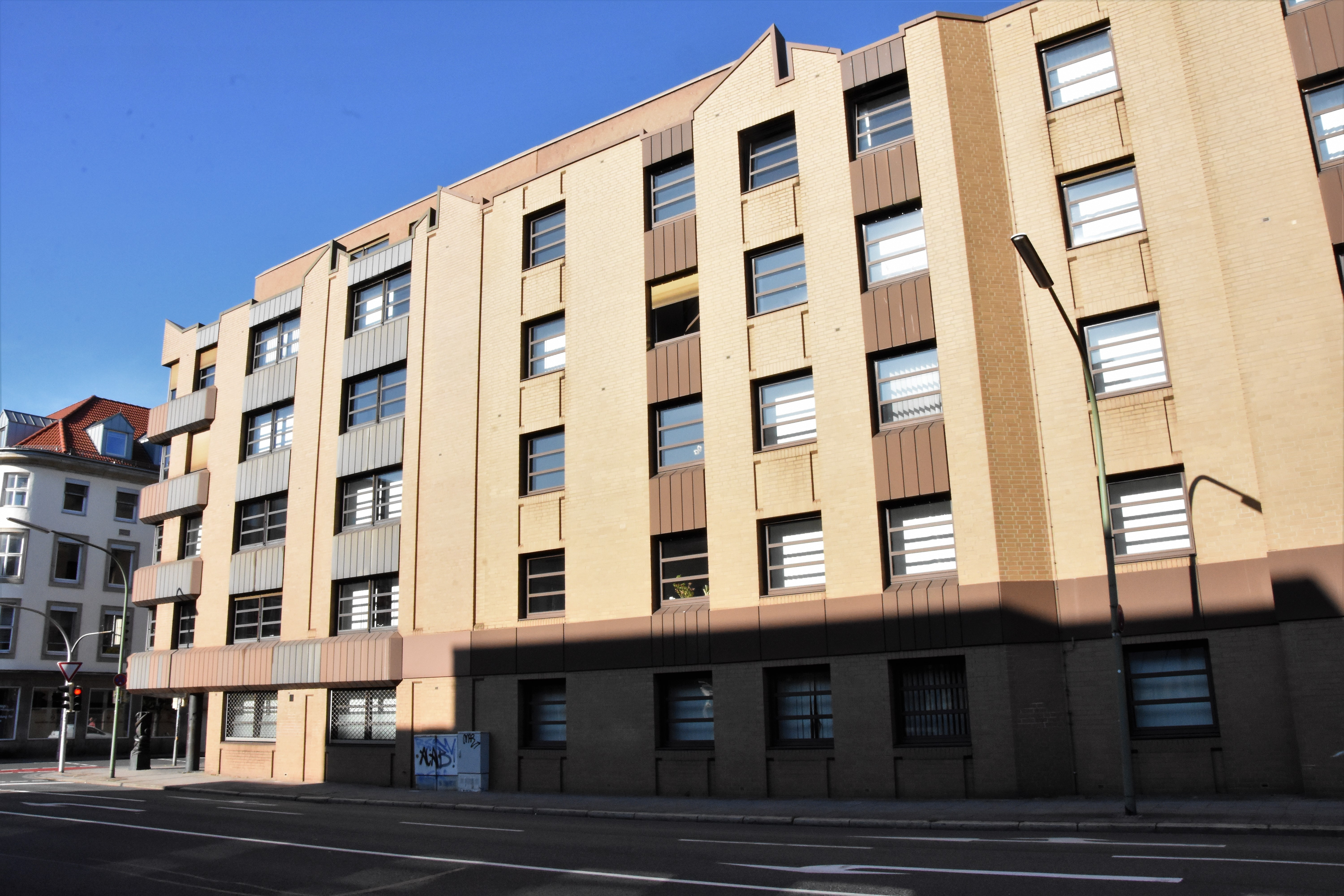
Gebäude der Staatsanwaltschaft am Kollegienwall in Osnabrück

Die Staatsanwaltschaft Osnabrück ist eine Strafverfolgungs- und Vollstreckungsbehörde des Landes Niedersachsen. Die Zuständigkeit der Staatsanwaltschaft Osnabrück erstreckt sich geografisch auf die Stadt Osnabrück sowie die Landkreise Osnabrück, Emsland und Grafschaft Bentheim. Dies entspricht somit dem Zuständigkeitsbereich des Landgerichts Osnabrück. Zudem besteht eine fachliche Sonderzuständigkeit für Korruptionsstraftaten und bestimmte Delikte der Computer- und Internetkriminalität für den Raum Weser-Ems. Zudem ist bei der Staatsanwaltschaft Osnabrück eine der vier niedersächsischen „Zentralstellen zur Bekämpfung krimineller Clanstrukturen“ angesiedelt.

## Organisation und Zuständigkeit
Die Staatsanwaltschaft Osnabrück untergliedert sich in insgesamt 15 Abteilungen, die direkt dem Behördenleiter unterstellt sind. Behördenleiter ist der Leitende Oberstaatsanwalt Bernard Südbeck. Sein Stellvertreter ist Oberstaatsanwalt Alexander Retemeyer. Die Dienst- und Fachaufsicht über die Staatsanwaltschaft Osnabrück wird durch die Generalstaatsanwaltschaft Oldenburg als vorgesetzte Dienststelle wahrgenommen.
- Abteilung I: Allgemeine Strafsachen, Rechtshilfe
- Abteilung II: Jugendliche und Heranwachsende, sexuelle Gewaltdelikte, Jugendschutz
- Abteilung III: Jugendliche und Heranwachsende, sexuelle Gewaltdelikte, Jugendschutz und „Häusliche Gewalt“
- Abteilung IV: Wirtschaftsstrafverfahren; Steuerstrafsachsen
- Abteilung V: Allgemeine Strafsachen, Politische Strafsachen
- Abteilung VI: Betäubungsmitteldelikte inklusive Beschaffungskriminalität
- Abteilung VII: Kapitaldelikte, Organisierte Kriminalität, Rechtshilfe, ärztliche Kunstfehler
- Abteilung VIII: Allgemeine Strafsachen
- Abteilung IX: Allgemeine Strafsachen, Brand- und Explosionssachen, Rechtshilfe
- Abteilung X: Korruption – Zentralstelle für den Bezirk der Generalstaatsanwaltschaft Oldenburg; Verfahren gegen Angehörige des öffentlichen Dienstes
- Abteilung XI: Vermögensabschöpfung; Geldwäsche, Lebens- und Arzneimittelstraftaten, Umweltdelikte; Tierschutz, besonders beschleunigte Verfahren
- Abteilung XII: Internetkriminalität – Zentralstelle für den Bezirk der Generalstaatsanwaltschaft Oldenburg
- Abteilung XIII: Zentralstelle zur Bekämpfung krimineller Clanstrukturen
- Abteilung XIV: Zentralstelle Wohnungseinbruchsdiebstahl
- Abteilung XV: Allgemeine Strafsachen, Verfahren gegen Rechtsanwälte und Notare[6]

Die Staatsanwaltschaft Osnabrück ist für die Gerichtsbezirke der Amtsgerichte Osnabrück, Bersenbrück, Bad Iburg, Nordhorn, Lingen, Meppen und Papenburg zuständig. Dies entspricht insgesamt dem Zuständigkeitsbereich des Landgerichts Osnabrück. Insbesondere die allgemeinen Abteilungen sind dabei nach dem Tatortprinzip für unterschiedliche Amtsgerichtsbezirke zuständig. Für einige Deliktsfelder, wie etwa Wirtschaftskriminalität, bestehen Sonderabteilungen bzw. -dezernate, die unabhängig vom Tatortprinzip die Ermittlungsführung bzw. ggf. Anklage verantworten. Über den Zuständigkeitsbereich des Landgerichts Osnabrück hinaus ist die Staatsanwaltschaft Osnabrück für Korruptionsstraftaten und schwere Delikte aus dem Bereich der Computer- und Internetkriminalität im Gebiet Weser-Ems zuständig. Seit 2019 wurde bei der Staatsanwaltschaft Osnabrück zudem mit der Abteilung XIV eine Zentralstelle für organisierte und bandenmäßige Wohnungseinbruchskriminalität eingerichtet. Ferner fungiert Abteilung XIII der Staatsanwaltschaft Osnabrück als „Zentralstelle zur Bekämpfung krimineller Clanstrukturen“. Diese ist örtlich zuständig für die Landgerichtsbezirke Osnabrück, Oldenburg und Aurich.

## Personal
Im Jahr 2024 beschäftigt die Staatsanwaltschaft Osnabrück insgesamt 220 Mitarbeiter.
| Funktion              | Anzahl |
| --------------------- | ------ |
| Staatsanwälte         | 81     |
| Amtsanwälte           | 15     |
| Rechtspfleger         | 22     |
| Servicekräfte         | 97     |
| Wachtmeister          | 14     |
| Wirtschaftsreferenten | 1      |
| gesamt                | 220    |

## Bekannte Ermittlungsverfahren
Nach dem Transrapidunfall von Lathen 2006 führte die Staatsanwaltschaft Osnabrück die Ermittlungen.
Im Nachgang des Moorbrandes im Emsland 2018 ermittelte die Staatsanwaltschaft gegen Unbekannt wegen des Verdachts auf fahrlässige Brandstiftung (§ 306d StGB).
Besondere mediale Bekanntheit erfuhr die Staatsanwaltschaft Osnabrück aufgrund ihrer erfolgreichen Ermittlungen gegen den Windkraftunternehmer Hendrik Holt (und dessen Mittäter bzw. Gehilfen), durch dessen Festnahme im April 2020 möglicherweise weitere, ganz erhebliche Vermögensschäden vermieden werden konnten.
Im November 2024 wurde die StA Osnabrück mit den Ermittlungen gegen einen Staatsanwalt aus Hannover betraut, der verdächtigt wird, Ermittlungsergebnisse aus einem großen Rauschgiftverfahren gegen Geld an Kontaktpersonen in der organisierten Kriminalität verraten zu haben.

### Ermittlungen gegen die Zentralstelle für Finanztransaktionsuntersuchungen
Im Jahr 2020 leitete die Staatsanwaltschaft Osnabrück ein Ermittlungsverfahren gegen unbekannte Mitarbeiter der seit 2017 beim Zoll angesiedelten Zentralstelle für Finanztransaktionsuntersuchungen (FIU) wegen des Verdachts der Strafvereitelung im Amt (§ 258a StGB) ein. Hintergrund ist die mögliche unterlassene zeitgerechte Weiterleitung von relevanten Geldwäscheverdachtsmeldungen durch die FIU an die zuständigen Strafverfolgungsbehörden. Im Zuge der Ermittlungen führte die Staatsanwaltschaft Osnabrück Durchsuchungen bei der FIU in Köln durch. Hinzu kamen Durchsuchungen im damaligen Bundesministerium der Justiz und für Verbraucherschutz (heute Bundesministerium der Justiz) und im Bundesministerium der Finanzen am 9. September 2021. Ziel der Durchsuchung in den Ministerien war es nach Angaben der Staatsanwaltschaft Osnabrück, einzelne Mitarbeiter der FIU zu identifizieren. Die Durchsuchungen der beiden obersten Bundesbehörden erregten aufgrund der zeitlichen Nähe zur Bundestagswahl 2021 große Aufmerksamkeit und wurden im Wahlkampf thematisiert. Das Bundesjustizministerium legte gegen die Durchsuchung Beschwerde ein.
Das Landgericht Osnabrück entschied im Februar 2022, dass die Durchsuchung des Justizministeriums unverhältnismäßig und unangemessen gewesen sei, und hob den Durchsuchungsbeschluss des Amtsgerichts Osnabrück vom 25. August 2021 auf. Das Landgericht Osnabrück bewertet die Stärke des Verdachts der Strafvereitelung im Amt als gering. Es hätten keine Anzeichen für ein Fehlverhalten innerhalb des Justizministeriums vorgelegen. Zudem hätten die begehrten Unterlagen der Staatsanwaltschaft Osnabrück bereits vorgelegen. Das Landgericht Osnabrück befand, dass die Anordnung der Durchsuchung in diesem Fall geeignet gewesen sei, das Ansehen der Bundesrepublik Deutschland und ihrer Institutionen nicht unerheblich zu schädigen.
Am 8. Juni 2022 gab das Verwaltungsgericht Osnabrück einer presserechtlichen Unterlassungsklage des Bundesministeriums der Justiz gegen die Staatsanwaltschaft Osnabrück statt. Gegenstand war dabei sowohl eine am Tag der Durchsuchung veröffentlichte Pressemitteilung der Staatsanwaltschaft als auch eine am Tag darauf gegenüber der Zeitung Der Spiegel getätigte Aussage, die suggerierten, es würde gegen leitende Beamte der Bundesjustiz- und Finanzministerien ermittelt und die Räumlichkeiten der Behörden hätten aufgrund einer Verweigerung der Amtshilfe durchsucht werden müssen. Tatsächlich richtete sich das Ermittlungsverfahren nicht gegen Beamte des Bundesministerien, überdies hatten die Behörden die geforderten Unterlagen freiwillig herausgeben, so dass keine Durchsuchung der Räumlichkeiten stattfinden musste. Das Verwaltungsgericht untersagte der Staatsanwaltschaft die weitere Veröffentlichung der Pressemitteilung sowie die Wiederholung der Aussage gegenüber dem Spiegel, weil sie nachweislich nicht der Wahrheit entsprechen.
Im Mai 2023 wurde bekannt, dass die Staatsanwaltschaft Osnabrück das Ermittlungsverfahren gegen die FIU mangels hinreichenden Tatverdachts eingestellt hat. Demnach sei zuletzt gegen einen führenden Mitarbeiter ermittelt worden. Die Ermittlungen der Staatsanwaltschaft konzentrierten sich auf die Einführung eines risikobasierten Verfahrens bei der Auswertung der Geldwäscheverdachtmeldungen durch die FIU, welches nach Auffassung der Staatsanwaltschaft nicht mit den Vorgaben des Geldwäschegesetzes zu vereinbaren war. Ein Rechtsirrtum des Beschuldigten konnte indes nicht ausgeschlossen werden, was zur Einstellung des Verfahrens führte. Das Geldwäschegesetz wurde am 22. Dezember 2023 dahingehend geändert, dass die Zentralstelle für Finanztransaktionsuntersuchungen nunmehr ausdrücklich einem risikobasierten Ansatz folgt (§ 28 Abs. 1 S. 2 GwG).

## Sonstiges
Im Jahr 2003 startete die Staatsanwaltschaft Osnabrück in Kooperation mit der Stadt Osnabrück und der Polizei ein Pilotprojekt zur präventiven Gewinnabschöpfung. Dieses Modell wurde mittlerweile von mehreren Ländern auf Basis der Polizeigesetze übernommen.